# Pedilochilus subalpinus
Pedilochilus subalpinus är en orkidéart som beskrevs av Pieter van Royen. Pedilochilus subalpinus ingår i släktet Pedilochilus och familjen orkidéer.
Artens utbredningsområde är Papua Nya Guinea. Inga underarter finns listade i Catalogue of Life.